# Mitsubishi F-15J
El Mitsubishi F-15J/DJ Eagle es un caza bimotor, todo tiempo, fabricado bajo licencia en Japón, basado en el McDonnell Douglas F-15 Eagle, en uso por la Fuerza Aérea de Autodefensa de Japón (JASDF). Fue producido bajo licencia por Mitsubishi Heavy Industries. Las siguientes variantes F-15DJ y F-15J J-MSIP(MSIP CONFIGURATION II AIRCRAFT，F-15MJ) también fueron producidas por esta empresa. Japón es uno de los mayores clientes del F-15 Eagle, fuera de los Estados Unidos. Las capacidades del F-15J incluyen combate aéreo y ataque a tierra. La variante F-15DJ es una versión de entrenamiento con capacidad para el combate. El F-15J J-MSIP  es una versión modernizada del F-15J . 

## Desarrollo
La empresa Mitsubishi recibió el F-15C/D del Multistage Improvement Program (MSIP) y comenzó la fabricación de los nuevos F-15J en 1987. Las mejoras incluyeron un nuevo ordenador central, motores con mayor potencia, nuevo control de armamento y añadió el sistema de contramedidas electrónicas J/APQ-1. La diferencia en el aspecto incluye J/ALQ-8 ICS. El F-15J ha recibido la segunda fase de mejoras up-grade y modernización MTDP, y se puede ver un cambio en el borde de ataque y en la toma de aire del motor. Los F-15J han sido equipados con el misil AAM-3 construido en Japón, un misil Sidewinder mejorado de seguimiento con el distintivo de las aletas hacia adelante en forma de "púas". Japón ha estado tratando de obtener el caza avanzado F-22 Raptor de quinta generación para reemplazar a los F-15J, pero el intento de compra del mismo ha sido más que problemático debido al veto a exportación que mantiene Estados Unidos, por lo que toda la flota de F-15J está siendo actualizada y mejorada, para mantener el avión listo para el combate aéreo hasta el año 2020. En 28 de julio de 2003, el primer F-15J modernizado realizó su primer vuelo (#928), y fue entregado al Ala de Pruebas de Desarrollo Aéreo de la JASDF el 21 de octubre del mismo año.
El 10 de diciembre de 2004, el Gobierno japonés aprobó un Programa de Defensa a Medio Plazo (MTDP) para llevar a cabo la modernización de los F-15J MSIP en cinco años, de acuerdo con un nuevo Programa de Defensa Nacional. Parece que la actualización se está implementado en fases, pero en la fase final se incluirá un nuevo asiento de eyección; nuevos motores gemelos turbofán IHI-220E más potentes; procesador más potente; equipos de generación eléctrica y de refrigeración mejorados; aviónica con capacidades mejoradas para apoyar a otros aviones de combate, y el nuevo radar AESA Raytheon AN/APG-63(V)1, que ha sido modificado por Mitsubishi Electric, y que produce este radar bajo licencia en Japón desde 1997. Se espera la instalación en 80 aviones F-15J. El Ministerio de Defensa (MoD) solicitó la modernización de todos los aviones F-15J disponibles en el inventario de la JASDF en junio de 2007, y estos se equiparon con un nuevo radar de apertura sintética instalados en contenedores externos (Pod de información); estos aviones sustituirán a los anteriores cazas RF-4 Phantom II actualmente en servicio. El número de F-15J se aumentó de 26 a 48, y el Ministerio de Defensa autorizó la modernización de otros 38 cazas; sin embargo, el presupuesto para la modernización todavía no se ha aprobado. A los 48 F-15J modernizados se les instaló un sistema de enlace de datos Data Link 16 y un sistema HUD en el casco del piloto. El nuevo radar soportará el misil AAM-4, la versión japonesa de los AMRAAM estadounidenses, y el HUD en el casco apoyará el misil AAM-5 en combates cerrados, que sustituirá a los antiguos misiles AAM-3.

## Diseño

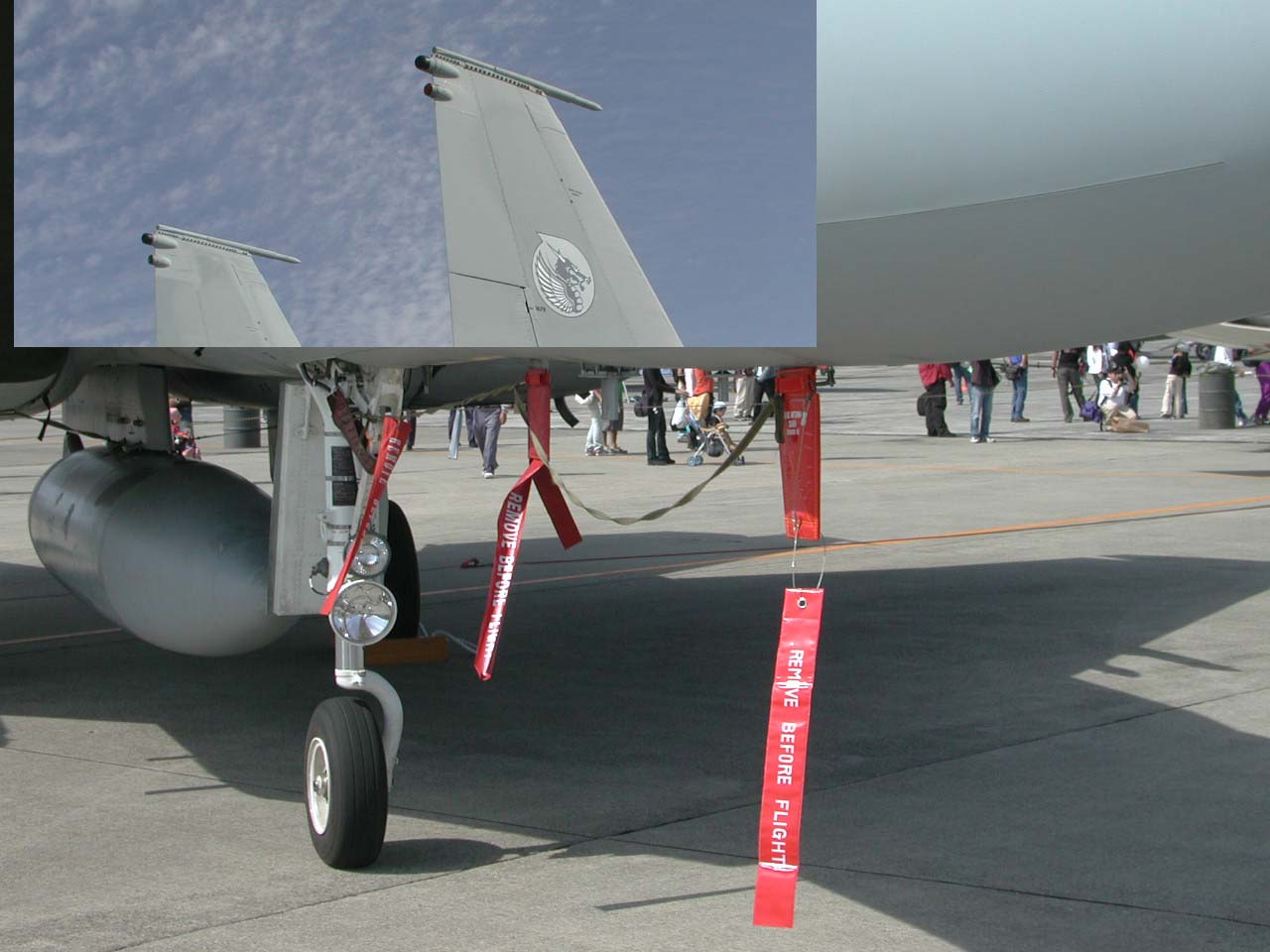
Partes del F-15C/D.

El caza fabricado bajo licencia en Japón, F-15J monoplaza y F-15DJ biplaza, es idéntico al caza F-15C/D de Estados Unidos: un caza pesado, bimotor y de largo alcance, equipado con ECM y un nuevo sistema de alerta de radar. El sistema de contramedidas AN/ALQ-135 interno se sustituye por uno de fabricación nacional, el J/ALQ-8, y el receptor de radar de alerta AN/ALR-56, se sustituye por uno de fabricación nacional, el J/APR-4. El motor es un turbofán Pratt & Whitney F100, de la empresa IHI Corporation, que se fabricaron bajo licencia en Japón. Algunos todavía se caracterizan por la unidad de medición inercial, un antiguo tipo de unidad de navegación inercial. Los pilotos japoneses no utilizan mucha la táctica de mando de vuelo de la JASDF, pero se caracteriza por una táctica nacional suite "Sistema Electrónico de guerra", porque el sistema japonés es eficaz. Los F-15J se caracterizan por el enlace de datos nacionales Data-link, pero no son compatibles con el Link 16 FDL montado por el F-15C de la USAF. Funciona como un vínculo fundamental bidireccional con los japoneses, en el terreno controlado por la red de interceptación de radares de base en tierra.

## Variantes
F-15J
Versión de combate de un asiento para la Fuerza Aérea de Autodefensa de Japón, 139 construidos bajo licencia en Japón por Mitsubishi en 1981-1997, 2 construidos en San Luis.
F-15DJ
Versión de entrenamiento de dos asientos para la Fuerza Aérea de Autodefensa de Japón. 12 construidos en San Luis, y 25 construidos bajo licencia en Japón por Mitsubishi durante 1981-1997.
F-15J Kai
Los F-15J fueron modernizados, y se les designó como F-15 Kai (Kai significa Modificado) con mejoras japonesas. El nombre no es oficial.

## Operadores
Japón

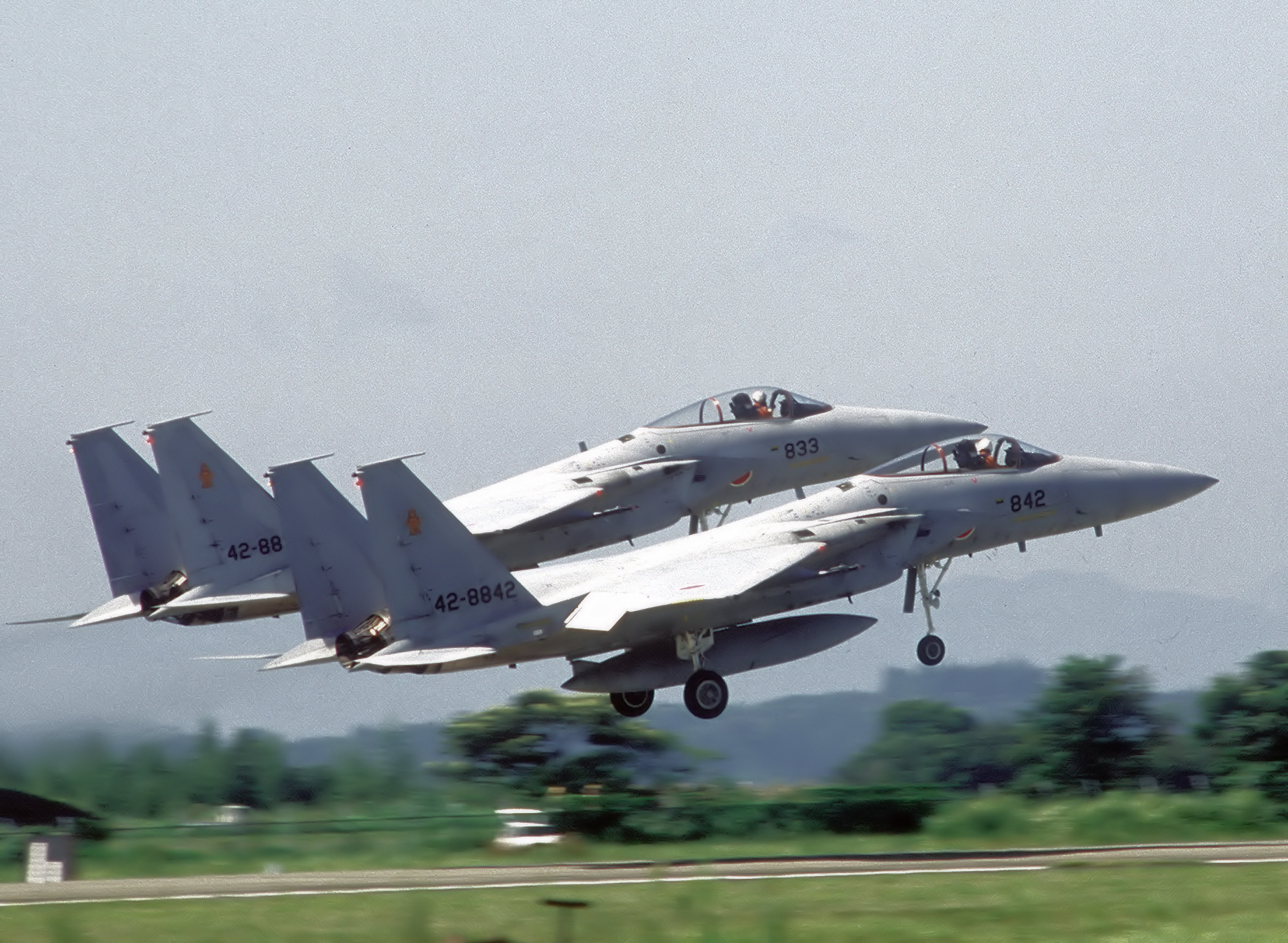
Dos F-15J Eagle.

- Fuerza Aérea de Autodefensa de Japón: tenía 157 F-15J y 45 F-15DJ en servicio en 2008.[15][16]
  - 2.ª Ala Aérea, Base Aérea de Chitose 
    - 201.º Escuadrón Táctico de Cazas
    - 203.º Escuadrón Táctico de Cazas

  - 6.ª Ala Aérea, Base Aérea de Komatsu 
    - 303.º Escuadrón Táctico de Cazas
    - 306.º Escuadrón Táctico de Cazas

  - 7.ª Ala Aérea, Base Aérea de Hyakuri 
    - 305.º Escuadrón Táctico de Cazas

  - 8.ª Ala Aérea, Base Aérea de Tsuiki 
    - 304.º Escuadrón Táctico de Cazas

  - 83.º Grupo Aéreo, Base Aérea de Naha 
    - 204.º Escuadrón Táctico de Cazas

## Especificaciones (F-15J)

### Características generales
- Tripulación: Uno (piloto)
- Longitud: 19,4 m (63,7 ft)
- Envergadura: 13,1 m (42,8 ft)
- Altura: 5,6 m (18,5 ft)
- Superficie alar: 56,5 m² (608,2 ft²)
- Peso vacío: 12 700 kg (27 990,8 lb)
- Peso cargado: 20 200 kg (44 520,8 lb)
- Peso máximo al despegue: 30 845 kg (67 982,4 lb)
- Planta motriz: 2× turbofán con postcombustión Pratt & Whitney F100-100 o -220.
  - Empuje normal: 77,6 kN (7913 kgf; 17 445 lbf) de empuje cada uno.
  - Empuje con postquemador: 111,2 kN (11 339 kgf; 24 999 lbf) en la versión -220 de empuje cada uno.
- Capacidad de combustible: 6100 kg internos

### Rendimiento
- Velocidad máxima operativa (Vno): 

  - A alta cota: 2660 km/h (1653 MPH; 1436 kt) (Mach 2,5+)
  - A baja cota: 1450 km/h (901 MPH; 783 kt) (Mach 1,2)
- Techo de vuelo: 19 812 m (65 000 ft)
- Régimen de ascenso: 254 m/s (49 999 ft/min)
- Carga alar: 358 kg/m² (73,3 lb/ft²)
- Empuje/peso: 1,12 (con motores -220)

### Armamento
- Cañones: 

  - 1x M61 Vulcan de 20 mm, con 940 proyectiles
- Bombas: 

  - Bombas de propósito general Mk 82
  - Bombas de racimo CBU-87
- Misiles: 

  - Misiles aire-aire:
    - Corto alcance: AIM-9 Sidewinder y Mitsubishi AAM-3, guiados por infrarrojos
    - Medio alcance: AIM-7 Sparrow, guiado por radar semiactivo y Mitsubishi AAM-4, guiado por radar activo

### Aviónica
- Radar Raytheon AN/APG-63(V)1 (producido bajo licencia por Mitsubishi Electric)
- Sistema de contramedidas interno J/ALQ-8
- Receptor de alerta radar J/APR-4

## Aeronaves relacionadas

### Desarrollos relacionados
- McDonnell Douglas F-15 Eagle

### Aeronaves similares
- Grumman F-14 Tomcat
- Tornado ADV
- Sukhoi Su-27 /  Shenyang J-11

### Secuencias de designación
- Secuencia F-_ (Cazas estadounidenses, 1962-presente): ← F-11 - F-12/C - F-14 - F-15/E/EX/J/STOL/MTD - F-16/XL/VISTA - F-17 - F-18/E/F/G →